# كاسانو ألو إيونيو
كاسانو ألو إيونيو (بالإيطالية: Cassano allo Ionio)‏ هي بلدة وبلدية في مقاطعة كوزنسا في إقليم كالابريا في جنوب إيطاليا.

## السكان
في سنة 1861 بلغ عدد السكان 8٬890 نسمة، وتطور العدد ليصل في سنة 2011 لـ 17٬281 نسمة.
يظهر هذا المخطط البياني تطور النمو السكاني لـ كاسانو ألو إيونيو